# Handel Commemoration

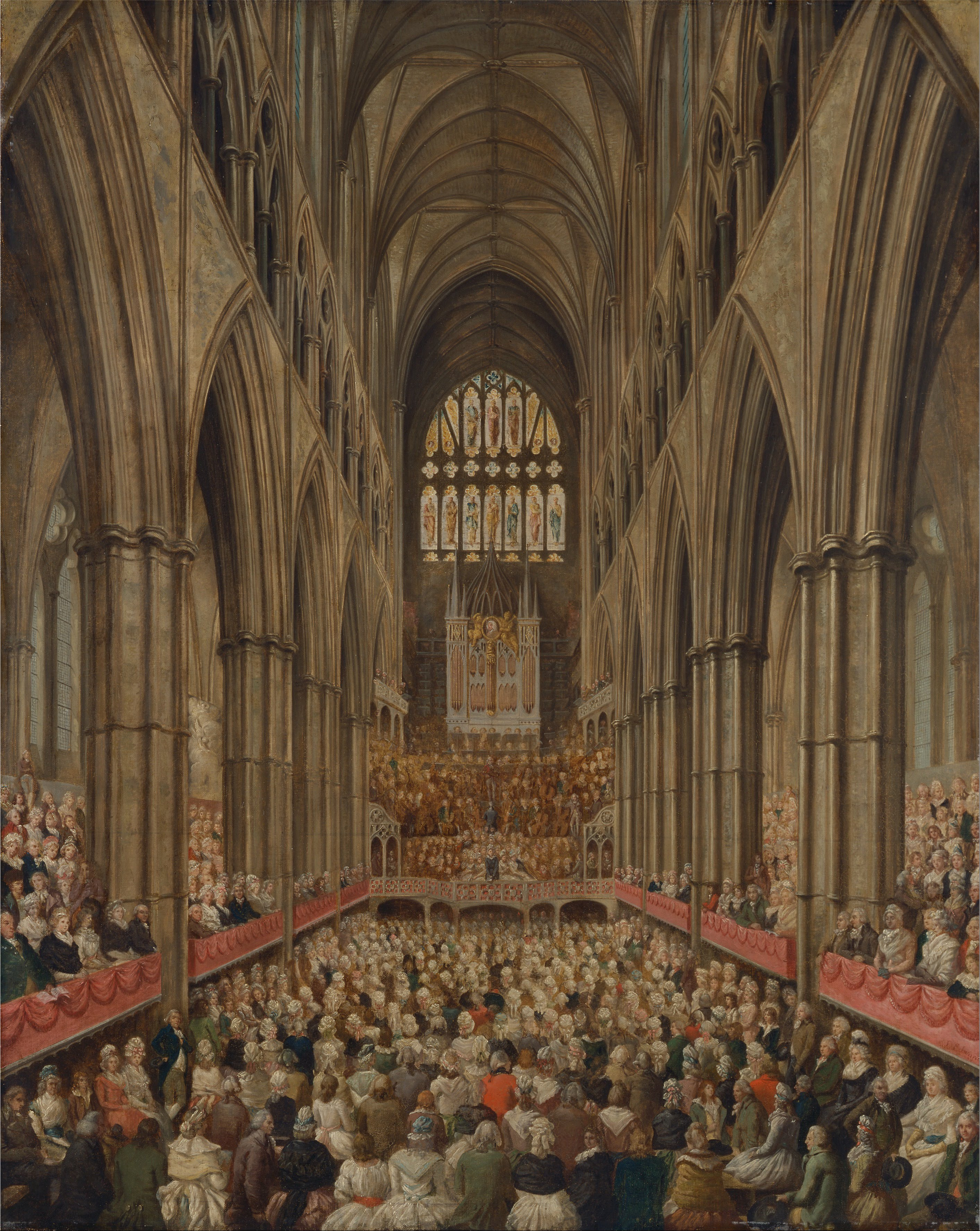
Intérieur de l'abbaye de Westminster lors la Commémoration, Edward Edwards, ca. 1790. Yale Center for British Art

Le Festival Haendel ou Handel Commemoration a eu lieu à l'abbaye de Westminster en 1784, pour célébrer le vingt-cinquième anniversaire de la mort de Georg Friedrich Haendel en 1759.
La commémoration a été organisée par John Montagu, 4e comte de Sandwich et le Concert of Antient Music et a pris la forme d'une série de concerts de musique de Haendel, donnés à l'abbaye par un grand nombre de chanteurs et d'instrumentistes.
Sur le tombeau de Haendel à l'Abbaye, on a posé une plaque supplémentaire pour perpétuer le souvenir de cette commémoration. Un compte rendu de la commémoration a été publié par Charles Burney, l'année suivante (1785).
La commémoration a suscité la mode des spectacles à grand effectif comportant des œuvres chorales de Haendel tout au long du XIXe siècle et une grande partie du vingtième. E.D. Mackerness (dans A Social History of English Music) la décrit comme « l'événement le plus important dans l'histoire de la musique anglaise ».